# Culicoides
Culicoides es un género de dípteros nematóceros de la familia Ceratopogonidae conocidos popularmente como jejenes o roedores. Este género de insectos son conocidos por tener especies hematófagas caracterizadas por poseer una picadura molesta e irritante en relación con su tamaño. Muchas de las especies del género Culicoides son notorias por ser vectores de varias enfermedades y parásitos como Mansonella spp. (M. ozzardi, M. perstans, M. streptocerca), Onchocerca gibsoni, O. cervicalis, Leukocytozoon, Plasmodium agamae, virus de la lengua azul, peste equina africana, enfermedad hemorrágica epizoótica, fiebre efímera bovina (C. osystoma, C. nipponesis), Fiebre del Oropouche (C. paraensis) e "hipersensibilidad a Culicoides".

## Taxonomía
La sistemática y la taxonomía de este género son confusas. Un gran número de especies tienen relaciones desconocidas con aquellos subgéneros asignados. Además, muchos subgéneros se están llevando a especie, o adicionales géneros (como Paradasyheleae) son incluidos como subgéneros.
- Subgénero Avaritia
  - Culicoides brevitarsis - sospechado ser vector de Akabane y virus Aino.
  - Culicoides imicola - vector mayor de virus de la lengua azul y del enfermedad equina africana.
- Subgro. Culicoides
  - Culicoides nipponensis
  - Culicoides punctata
- Subgro. Drymodesmyia
  - Culicoides loughnani
- Subgro. Haematomyidium
  - Culicoides insinuatus
  - Culicoides paraensis - vector de virus Oropouche.
- Subgro. Haemophoructus
  - Culicoides gemellus
- Subgro. Hoffmania
  - Culicoides foxi
  - Culicoides fusipalpis
  - Culicoides ignacioi
  - Culicoides insignis
  - Culicoides lutzi
  - Culicoides maruim
  - Culicoides paramaruim
- Subgro. Macfiella
  - Culicoides phlebotomus
- Subgro. Meijerehelea
  - Culicoides guttifer
- Subgro. Monoculicoides
  - Culicoides impunctatus - vector de Haemoproteus spp.
- Subgro. Oecacta
  - Culicoides furens
- Subgro. Remmia
  - Culicoides oxystoma
- Subgro. Tokunagahelea
  - Culicoides pygmaeus
- Subgro. Trithecoides
  - Culicoides anophelis

### Especiesincertae sedis
- limai grupo
  - Culicoides limai
- fluviatilis grupo
  - Culicoides fluviatilis
  - Culicoides leopodoi
- reticulatus grupo
  - Culicoides guyanensis
  - Culicoides paucienfuscatus
  - Culicoides reticulatus